# 1687 en littérature
| Années de la littérature : 1684 - 1685 - 1686 - 1687 - 1688 - 1689 - 1690    |
| Décennies de la littérature : 1650 - 1660 - 1670 - 1680 - 1690 - 1700 - 1710 |

Cet article présente les faits marquants de l'année 1687 en littérature.

## Événements
- 27 janvier : à l’Académie française, Perrault fait lire son Siècle de Louis le Grand, relançant la Querelle des Anciens et des Modernes. La Fontaine réplique immédiatement par son Epître à monsieur Huet[1].

## Parutions
- 29 mars : achevé d’imprimer du traité de Fénelon, De l’éducation des filles, Paris, Pierre Aubouyn, Pierre Emery, & Charles Cloufier, 1687 (présentation en ligne).
- 11 avril : autorisation de publier le poème en trois parties de John Dryden, The Hind and the Panther : « La Biche et la Panthère », London, Jacob Tonson, 1687 (présentation en ligne), allégorie en vers défendant le catholicisme.
- 30 octobre : achevé d’imprimer de l’ouvrage du père jésuite Dominique Bouhours, De la Manière de bien penser dans les ouvrages de l’esprit : Dialogues, Paris, Chez la veuve de Sébastien Mabre-Cramoisy, 1687 (présentation en ligne).

- Antoine Furetière, Plan et dessein du poème allégorique et tragico-burlesque, intitulé les couches de l'Académie, Amsterdam, Pierre Brunel, 1687 (présentation en ligne).
- Ihara Saikaku, 男色大鏡 Nanshoku Ōkagami (« Le Grand Miroir de l'amour mâle »), roman[2].
- Confucius, Sinarum philosophus : sive scientia sinica latine exposita, Paris, Daniel Horthemels, 1687 (présentation en ligne), édition latine des œuvres de Confucius, première traduction de ses œuvres dans une langue occidentale.
- Une pré-édition du premier tome du Dictionnaire de l'Académie française (A-Neuf) est imprimée à Paris chez Pierre Le Petit, tirée à 500 exemplaires. Ne convenant pas à la plupart des rédacteurs, elle est détruite au pilon[3]. La même année, une copie est publiée à Francfort, chez Frédéric Arnaud, en fait à Rotterdam, chez Reinier Leers (A-Confiture)[4].

## Naissances
- 3 juillet : Arnold Hoogvliet, poète hollandais († 17 octobre 1763).